# 最後の銃撃
『最後の銃撃』（さいごのじゅうげき、The Last Hunt）は、1956年に公開されたアメリカ合衆国の西部劇映画。監督はリチャード・ブルックス、製作はドア・シャリ―、音楽はダニエル・アンフィシアトロフ、撮影はラッセル・ハーランが務め、ミルトン・ロットの小説『The Last Hunt』を原作としてブルックスが脚本を執筆した。出演はロバート・テイラー、スチュワート・グレンジャー、ロイド・ノーラン、デブラ・パジェット、ラス・タンブリンらである。

## あらすじ
1880年、かつては2000万頭いたとされるアメリカバイソンは5000頭程度に減っていた。嘗ての名ハンター・サンディをはじめとする狩人らは野牛を追ってダコタ地方へ行く。サンディは野牛への愛着を持っていた一方、彼らが自分の牧場を荒らすのに頭を抱えていた。ある日、彼はチャーリイという流れ者から野牛狩りに誘われる。当初は辞退したものの、野牛の襲撃から助けてくれた恩もあり、その誘いに乗る。その後、野牛の皮剥ぎ名人であるウッドフートや、白人社会への参加を夢見る混血児ジミーも仲間に加わる。
ある日、驢馬が先住民に盗まれたため、チャーリイは1人の女性と赤子（のちにこの赤子は女性と血縁関係がないことが判明する）を除く全員を殺害する。その女性を皮剥ぎの助手として受け入れる。やがて、彼らは野牛の大群を見つける。サンディはその中に先住民から神と珍重される白い個体に気づいて見逃そうとするが、チャーリイが射殺する。元々対照的な性格の二人は衝突が絶えなかったが、ここにきてさらに悪化する。加えて、女性がサンディを気に入っているにも関わらわらず、チャーリイは彼女を独占する。そこへ、ジミーの幼馴染の少年が愛馬と白い毛皮の交換に来る。チャーリーは皆の反対を押し切って決闘を行い、その少年を殺す。秋、町へ毛皮を売りに行ったサンディは引退を考えるが、女性の好意に続き、仕事を続けることにした。
野牛の移動に伴い、一行がキャンプを移転する中、チャーリイが発狂する。たまりかねていたサンディはほかの仲間たちの協力を得て女性とともにキャンプから逃げる。翌日、チャーリイはサンディを追いかける中でウッドフートを殺害する。居留地での生活が望めないと判断したサンディは女性とともに町へ逃げた後、ジミーが居留地への帰還を望んだため、いったん洞穴で夜を明かすことにした。そこへチャーリイが追い付いたため、サンディはジミーに家畜を託してその場から避難させた後、娘とともに決闘に臨むも、吹雪のため決闘は延期となる。その後、錯乱したチャーリイは2人を待ち伏せているうちに凍死してしまい、翌朝2人が遺体を発見するところで物語は幕を下ろす。

## キャスト
| 役名             | 俳優                       | 日本語吹替                                                                                                |
| 役名             | 俳優                       | 東京12ch版                                                                                                |
| ---------------- | -------------------------- | --- |
| チャーリー       | ロバート・テイラー         | 納谷悟朗                                                                                                  |
| サンディ         | スチュワート・グレンジャー | 金内吉男                                                                                                  |
| ウッドフット     | ロイド・ノーラン           | 大木民夫                                                                                                  |
| インディアンの女 | デブラ・パジェット         | 五月女道子                                                                                                |
| ジミー           | ラス・タンブリン           | 朝倉宏二                                                                                                  |
| ペギー           | コンスタンス・フォード     | 杉田郁子                                                                                                  |
| 不明 その他      |                            | 杉田俊也 貴家堂子 高塔正康 安田隆 仁内建之 国坂伸 園田裕久 風祭修一 三田松五郎 沢りつお 肝付兼太 小林恭治 |
|                  |                            | |
| 演出             |                            | |
| 翻訳             |                            | |
| 効果             |                            | |
| 調整             |                            | |
| 制作             | 制作                       | 東北新社                                                                                                  |
| 解説             | 解説                       | 芥川也寸志                                                                                                |
| 初回放送         | 初回放送                   | 1970年4月16日 『木曜洋画劇場』                                                                            |